# Parafia Niepokalanego Poczęcia Najświętszej Maryi Panny w Garnku
Parafia Niepokalanego Poczęcia Najświętszej Maryi Panny w Garnku – parafia rzymskokatolicka, znajdująca się w archidiecezji częstochowskiej, w dekanacie Kłomnice.